# Teguhan (Grobogan)
Teguhan is een bestuurslaag in het regentschap Grobogan van de provincie Midden-Java, Indonesië. Teguhan telt 5893 inwoners (volkstelling 2010).